# Route nationale 23
La route nationale 23 (RN 23 o N 23) è stata una strada nazionale francese lunga 326 km che partiva da Chartres e terminava a Paimbœuf.

## Percorso
Ha inizio dalla N10 presso Chartres con il nome di D7023, mentre uscendo dalla città comincia il tratto declassato a D923. Conduce ad ovest e serve Courville-sur-Eure e Nogent-le-Rotrou, dove vira a sud-ovest per seguire il corso dell’Huisne, giungendo così a La Ferté-Bernard e a Le Mans. Nella Sarthe la strada è oggi conosciuta come D323.
In seguito arriva a La Flèche, da dove invece viaggia lungo il fiume Loir fino ad Angers. Prosegue allora verso ovest sulla riva destra della Loira con la denominazione di D723 ed attraversa i centri di Ancenis (dove incrociava la N23bis) e Nantes. Prima delle riforme del 1972 la N23 possedeva un ulteriore tratto: superava la Loira, usciva dalla città e terminava nel paese di Paimbœuf.